# Месонес-де-Ісуела
Месонес-де-Ісуела (ісп. Mesones de Isuela) — муніципалітет в Іспанії, у складі автономної спільноти Арагон, у провінції Сарагоса. Населення — 315 осіб (2010).
Муніципалітет розташований на відстані близько 220 км на північний схід від Мадрида, 55 км на захід від Сарагоси.

## Демографія
Динаміка населення (INE ):